# 陳圖安
陳圖安（英語：Chan To On Jacky，？—），是香港資深男性傳媒人、公關、製作人和作家 。事業生涯由無綫電視導演開始，躍升至監製。及後曾擔任衛視中文台製作經理、飛圖唱片總經理、新城電台997台長、亞洲電視製作資源總監、博愛醫院企業傳訊及籌募總監、保良局企業傳訊部主管、鳳凰衛視U Radio電台顧問等 。
陳圖安畢業於加拿大的 University of Winnipeg，主修社會學，副修戲劇。他畢業後投身電視台工作，擔任導演和監製。他是無綫電視1980年代節目《香港早晨》的「開國功臣」。在擔任亞洲電視資源發展總監期間，他有份決策購入英國獨立電視台的《百萬富翁》電視遊戲節目版權，在香港電視大戰中收視連連報捷，成為一時佳話 。
陳圖安醉心文學創作，著有多本長篇小說，其中《品香飯店》小說被東亞娛樂公司購買版權製作成舞台劇 。他的文章更見於《新報》、《晴報》、《成報》、《明報周刊》、《蘋果日報》等。
此外，陳圖安近年有為電視台和電台，包括ViuTV、香港開電視、香港電台等節目擔任幕前主持工作   ，飲食節目包括ViuTV《耆菜》及香港開電視《滋味人生》，香港電台清談節目《安哥同學會》，又參與電影《燈火闌珊》演出，更連續多年擔任香港貿易發展局美食博覽重要節目《名廚對話》活動的策劃和主持，與名廚對談，分享工作點滴，將飲食文化與人生哲理結合，展現多元風采。
2024年11月，他策劃並主持全港首個以飲食作主題的個人棟篤笑《陳圖安(安哥)QR Cook》，希望以幽默方式引起香港人對本地飲食文化的關注。

## 廣播與娛樂事業
加拿大畢業後，陳圖安回流香港，第一份工作是在無綫電視擔任導演。他憶述最初是應徵攝影師，但礙於他年輕時身材瘦削，擔不起當時體積大、俗稱「大炮」的攝影機。1981年，他被派到做《香港早晨》，成為節目的「開國功臣」。因為邀請 陳百強 做嘉賓而彼此認識 。他也曾擔任《婦女新姿》監製 。關於電視台工作生涯最自豪一役，他憶述自己當年仍是籍籍無名的導演時，無懼親自北上邀請中國女演員 劉曉慶 拍攝特輯 。
1989年，他獲鳳凰衛視董事局主席兼行政總裁劉長樂提拔和引薦到亞洲電視，成立《晨早直播室》節目 ，並邀請到黃子華、鄧梓峰、洪朝豐和顧紀筠擔任節目主持 。
陳圖安也曾涉獵唱片公司業務。1996年12月1日，陳圖安轉職至飛圖唱片擔任總經理，以「若然感動與我同行飛圖音樂」作宣傳口號。1997年12月1日，飛圖唱片以新形象示人，同年陳圖安宣布謝霆鋒加盟，但好景不常，突然出現亞洲金融風暴。
1997年，陳圖安獲陳欣健邀請接替黃桂林出任新城電台997台長。
1998年，陳圖安由新城電台轉職至亞洲電視擔任資源發展總監。當時掌管藝員部和協助宣傳部的 陳圖安有份決策購入英國獨立電視台的《百萬富翁》電視遊戲節目版權，並引薦陳啟泰擔任該節目主持 。
陳圖安曾為香港演藝學院客席導師，教授影視製作。
他後來獲邀請成為鳳凰衛視U Radio電台顧問。2018年1月起，陳圖安擔任香港電台第二台《安哥同學會》主持 。
陳圖安熱愛鑽研飲食，近年擔任飲食節目主持，包括ViuTV 《耆菜》(2017年)及 香港開電視《滋味人生》(2020年)。
陳圖安現為香港電視專業人員協會執行委員 。

## 與娛樂圈中人關係
陳圖安視劉長樂、封小平以及陳欣健為伯樂。陳圖安性格開朗、言真坦誠、處事圓滑，與不少電視台、電台及電影台前幕後、娛樂圈中人份屬好友，包括陳百強、張國榮 、吳孟達、邵音音 、區瑞強、黃桂林、吳岱融 等。

## 公關事業
陳圖安離開電視台後，投身公關界。陳圖安先後擔任香港設計中心公關及傳媒關係經理，及博愛醫院企業傳訊及籌募總監，任內參與博愛醫院重建及擴建項目的游說和傳訊工作，以及籌款活動和節目統籌，直至2008年2月13日離任 。他期後擔任保良局企業傳訊部主管  。
2019年、2021至2025年，獲香港貿易發展局邀請策劃並主持香港美食博覽其中一個環節「名廚對話 Chef's Dialogue」(2020年因新冠疫情停辦)，邀請多位著名總廚和飲食業界人士分享心得 。
陳圖安曾為香港公開大學（現稱香港都會大學）教授溝通技巧，和為政商機構教授傳訊及公關技巧課程。

## 文學與藝術創作
陳圖安醉心文學創作，著有多本長篇小說，包括《如果說再見》、《化妝箱內的玫瑰》、《愛我單丁男》、《大廚》、《交叉感染的女人》和《品香飯店》等 。其中《品香飯店》小說更被東亞娛樂公司購買版權製作成舞台劇，2009年由萬綺雯、鄧健泓、鄧景輝、李楓等主演 。作品其後被香港電台改編成廣播劇，由葉世雄監製、錢佩佩編導，由李豐、車森梅、馮祿德、林英傑、狄以達、朱曼子、羅嘉玲、李仁傑參與聲演 。
陳圖安曾在各大報章如《新報》、《晴報》、《成報》、《明報周刊》、《蘋果日報》撰稿。
2024年11月，陳圖安製作並主持全港首個以飲食作主題的個人棟篤笑《陳圖安（安哥） QR Cook》，在香港演藝學院舉行三場，希望以幽默方式引起香港人對本地飲食文化的關注。.   [2024年9月28日]. （原始内容存档于2024年9月28日）.。

## 演出

### 棟篤笑
《陳圖安(安哥)QR Cook》全香港首個飲食主題棟篤笑 (2024年)

### 多媒體節目
- 香港電台《簡約・自在》 (2016年)
- 《Anytime 隨時煮》飲食及文化頻道主持 (2021年至今) [20]

### 電視臺
- 港台電視31《香江暖流》鄰到我請里 專訪嘉賓 (2024年，Harry 哥哥、梁學曦主持)
- 香港開電視《滋味人生》飲食節目主持 (2020年) [6]
- ViuTV 《耆菜》飲食節目主持 (2017年) [5]
- 香港電台 《屋簷下》單元劇《不同的鼓手》男主角(1982年，與 陳玉蓮、蕭國強合作)

### 電臺
- 香港電台 第五台《香江暖流》鄰到我請里 專訪嘉賓 (2024年，Harry 哥哥、梁學曦主持)
- 香港電台 第二台《安哥同學會》主持 (2018年至今) [7]
- 鳳凰衛視 U Radio《U & me 一起講》主持 (2015年) [21]

### 電影
- 燈火闌珊 (2022年) 飾劉妙麗之夫

## 著作
- 明周娛樂 《安哥隨意煮》專欄主筆 (2021至2022年) [22]
- 《不可預期的預期》 (與黃宏達合著，2018年)
- 《走過順逆》 (2015年)
- 《大廚》小說 (2009年)
- 《品香飯店》小說 (2008年)
- 《化妝箱內的玫瑰》小說 (2006年)
- 《愛我單丁男》小說 (2006年)
- 《星光背後的小故事》小說 (2004年)
- 《文叉感染的女人》小說 (2003年)
- 《如果說再見》小說 (2002年)
- 《香檳酒》小說 (1990年)